# Vetenskapsåret 1704

## Händelser
- John Harris publicerar den första utgåvan av Lexicon Technicum, en encyklopedisk uppslagsbok för vetenskap.
- Gondar i Etiopien drabbas av en jordbävning.
- Isaac Newton släpper en förteckning av experiment med slutsatser i Opticks, ett stort bidrag till optiken.
- Den andra elektriska maskinen uppfinns av den brittiska ingenjören Francis Hauksbee, maskinen bestod av en glassfär som roterades av ett hjul.
- Giacomo Maraldi upptäcker att R Hydrae är en variabel stjärna.
- Ole Römer bygger det första teleskopet med meridiancirkel och altazimuthmontering.
- Charles Plumiers botaniska verk Nova plantarum americanarum genera beskriver 700 arter ordnade i ett system som Carl von Linné senare kommer att använda.
- Heinrich Diesbach framställer den första syntetiska färgen, berlinerblått.
- Antonio Maria Valsalva publicerar De aure humana tractatus, den första detaljerade fysiologiska beskrivningen av örat.

## Födda
- 28 februari - Louis Godin (död 1760), fransk astronom.
- 4 juni - Benjamin Huntsman (död 1776), engelsk uppfinnare.
- 17 juni - John Kay (död 1780), engelsk uppfinnare.
- 31 juli - Gabriel Cramer (död 1752), schweizisk matematiker.
- William Battie (död 1776), engelsk psykiater.
- Richard Pococke (död 1765), engelsk forskningsresande.
- Martha Daniell Logan (död 1779), amerikansk botaniker.

## Avlidna
- 2 februari - Guillaume François Antoine l'Hospital (född 1661), fransk matematiker.
- 15 april - Johann van Waveren Hudde (född 1628), nederländsk matematiker.
- 7 juli - Pierre-Charles Le Sueur (född ca 1657), fransk pälshandlare och forskningsresande.